# Magija čёrnaja i belaja
Magija čёrnaja i belaja (Магия чёрная и белая) è un film del 1983 diretto da Naum Borisovič Birman.

## Trama
Il film racconta di due ragazzi che sono tutti stanchi dei loro trucchi. Tutto cambia quando una nuova ragazza appare in classe e suggerisce di non portare i ragazzi in una campagna fino a quando non diventano più seri. E hanno iniziato a cercare qualcosa da fare.